# Vawkavysk
Vawkavysk ou Vaŭkavysk (em bielorrusso:  Ваўкавыск, em polonês/polaco:  Wołkowysk, em russo:  Волковыск) é uma cidade na província de Hrodna Voblast,  na Bielorrússia. A primeira menção a cidade foi no Turaŭ no ano de 1005. Volkovysk era uma cidade fortaleza, na fronteira do Báltico e  das etnias eslavas. No século XII,  tornou-se  o centro de um pequeno principado.